# Анжела Недялкова
Анжела Недялкова е българска актриса, добила популярност с филма „Аве“.

## Ранни години
Родена е в София. Завършва Националната гимназия за приложни изкуства „Свети Лука“ със специалност „Детски играчки“.

## Кариера
Дебютира в киното с епизодична роля в „Източни пиеси“. Става известна с главната си роля в „Аве“ на Константин Божанов.
Като DJ е канена неколкократно в България и други страни да вземе участие в мероприятия с електронна музика. Има една издадена песен в сътрудничество с Климент Дичев.

## Филмография
- „Източни пиеси“ (2009) – Анжела
- „Аве“ (2011) – Аве
- The Sixth Day (2013)
- „Пътят към Коста дел Маресме“ (2014) – Шели
- „Връзки“ (2015) – Дара
- Райската стая, The Paradise Suite (2015) – Женя
- Т2 Трейнспотинг, T2 Trainspotting (2017) – Вероника
- Ибиза, Ibiza (2018) – Кустодия